# كنيفوفيا ثومسون
كنيفوفيا ثومسون نوع نباتي يتبع جنس الكنيفوفيا من الفصيلة البروقية.

## الموئل والانتشار
الموئل الأصلي لهذ النوع جنوب أفريقيا، ولكنها أدخل إلى أوروبا وأمريكا الشمالية ونيوزيلندا كنبات زينة يزرع في الحدائق.